# Съкровището
Съкровището (на английски: National Treasure) е приключенски филм от 2004 от Уолт Дисни Пикчърс, написан от Джим Коуф, Тед Елиът, Тери Росио, Кормак Уибърлей и Мариан Уибърлей, продуциран от Джери Брукхаймер и режисиран от Джон Търтълтауб. Това е първият филм от франчайза Съкровището. В главните роли са Никълъс Кейдж, Даян Крюгер, Джъстин Барта, Шон Бийн, Джон Войт, Харви Кайтел и Кристофър Плъмър. Действието се развива в САЩ, за търсенето на изгубено съкровище, отчасти базирано на мита за кода на гърба на Декларацията за независимост на САЩ и включва краденето на документ, който води до група следи и задна история свързана с Тамплиерите и Масоните.

## Сюжет
Историята е фокусирана върху Бенджамин Франклин Гейтс (Кейдж), аматьор криптолог, със степен механично инженерство от МИТ и степен за американска история от Джорджтаун, който идва от дълъг род на търсачи на съкровища, които вярват в легендата за фантастично съкровище от артефакти и злато, скрито от основателите на САЩ и забравено от почти всички. Първата следа е дадена на прапрапрапрадядото на Бен, Томас Гейтс (Джейсън Ърлс) през 1832 от Чарлз Каръл, последния жив пазител на Декларацията на независимостта, просто казвайки, „Тайната лежи с Шарлот“.
Използвайки модерни компютъризирани модели за арктичното време, Бен, с приятелят си Райли Пуул (Барта) и финансиста Иън Хау (Бийн), намират останките на колониален кораб, Шарлот, в който има лула от морска пяна гравирана със загадка. След като изследва загадката, Бен разбира, че следващата следа е на гърба на Декларацията за независимост. Докато Бен вижда, че да се добере до толкова добре пазен артефакт е препятствие, Иън няма проблем с това да я открадне. Този резултат води до двубой, завършил наравно, по време на който барута на кораба е случайно възпламенен. Иън и асистентът му Шоу се измъкват от Шарлот, докато Бен и Райли са вътре, като взривът едва не ги убива.
Те опитват да предупредят Национална сигурност, ФБР и д-р Абигейл Чейс (Крюгер), но никой не ги взема насериозно, вярвайки, че документът е твърде добре охраняван, за да е заплашен. Бен мисли другояче и решава той да го отрадне, за да го опази от Иън. Бен и Райли успяват да откраднат Декларацията по време на 70-ото юбилейно тържество, точно преди Иън да се появи. Д-р Чейс, която е подмамена от Бен да вземе дубликат, е отвлечена от Иън, който смята, че това е истинския документ и Бен трябва да участва в гонитба с коли, за да я спаси. Тъй като тя не иска да си тръгне без Декларацията и Бен не иска да си тръгва с нея, тя е принудена да остане с тях.

## Актьорски състав
- Никълъс Кейдж в ролята на Бенджамин Франклин Гейтс
- Джъстин Барта в ролята на Райли Пуул
- Даян Крюгер в ролята на Абигейл Чейс
- Шон Бийн в ролята на Иън Хау
- Джон Войт в ролята на Патрик Хенри Гейтс
- Харви Кайтел в ролята на Специален агент на ФБР Питър Садъски
- Кристофър Плъмър в ролята на Джон Адамс Гейтс
- Ив Мишел-Бенечи в ролята на Детето от музея
- Джейсън Ърлс в ролята на Томас Гейтс
- Дейвид Даян Фишър в ролята на Шоу
- Стюърт Финли-МакЛенън в ролята на Пауъл
- Олег Тактаров в ролята на Виктор
- Стивън А. Поуп в ролята на Фил
- Матю Ли в ролята на Хенри

## Приемане
Филмът получава смесена реакция от критиците, някои го определят като забавно, семейно приключени, докато други се присмиват на многото му невъзможни и невероятни усуквания на сюжета. Роджър Ибърт дава на Съкровището две звезди (от четири възможни), наричайки го „толкова смешен, че версията на Монти Пайтън може да използва същия сценарии, дума по дума.“
През 2010 ще излезе третата част на филма озаглавена „National Treasure – Page 47“
Филма има 43% одобрение от Rotten Tomatoes, като те са обявили, че Съкровището не е съкровище, но е забавно за тези, които могат да простят неговия изключително неправдоподобен сюжет."

## Саундтрак

### Сингли
| №  | Име                          | Дължина |
| -- | ---------------------------- | ------- |
| 1  | National Treasure Suite      | 3:17    |
| 2  | Ben                          | 4:03    |
| 3  | Finding Charlotte            | 1:04    |
| 4  | Library of Congress          | 2:27    |
| 5  | Preparation Montage          | 4:53    |
| 6  | Arrival at National Archives | 1:54    |
| 7  | The Chase                    | 4:22    |
| 8  | Declaration of Independence  | 1:43    |
| 9  | Foot Chase                   | 3:34    |
| 10 | Spectacle Discovery          | 3:18    |
| 11 | Interrogation                | 4:30    |
| 12 | Treasure                     | 3:39    |